# 武豊駅
武豊駅（たけとよえき）は、愛知県知多郡武豊町字金下（かなげ）にある、東海旅客鉄道（JR東海）武豊線の駅。同線の終着駅である。駅番号はCE09。

## 概要
武豊町内ではJR線唯一の駅である。
開業は1886年（明治19年）で、愛知県下で最も歴史の古い駅の一つ。県内最初の鉄道の起点で、開業時は熱田駅まで完成しており岐阜駅を目指して延伸工事中だった。
当初は現在よりも南方の臨海部にあったが、開業6年後の1892年（明治25年）に現在地に移転した。移転前の旧駅はその後貨物駅の武豊港駅として開業したが、1965年（昭和40年）に廃止されている。

## 歴史
武豊線は明治時代に東京と神戸を結ぶ鉄道への資材運搬線として建設された。当時、レールや鉄橋の鉄骨は全て輸入品だった。その起点である武豊駅付近には長さ約140 m・幅約5.5 mの木製桟橋が建設され、資材の陸揚げ基地とされていた。開業当初は武豊港に面した武豊町字里中にあったが、その後現在地に移転している。旧駅の跡地にあたる国道247号（師崎街道）の里中交差点には「武豊停車場跡地」の記念碑が建つ。

### 年表
- 1886年（明治19年）3月1日：武豊・熱田間の開通時に開業。旅客・貨物営業をともに行う一般駅であった[4]。
- 1892年（明治25年）6月1日：現在地に移転[4]。旧駅跡地は構内扱いに[5]。
- 1909年（明治42年）10月12日：線路名称改定、武豊線所属駅となる。
- 1930年（昭和5年）4月1日：旧駅部分が貨物駅の武豊港駅として開業。
- 1965年（昭和40年）8月20日：武豊港駅廃止、貨物支線も廃線。
- 1984年（昭和59年）1月10日：貨物の取り扱いを廃止[4]。
- 1984年（昭和59年）2月1日：荷物の取り扱いを廃止[4]。
- 1987年（昭和62年）4月1日：国鉄分割民営化により、東海旅客鉄道（JR東海）が継承[4]。
- 1992年（平成4年）11月：JR全線きっぷうりば営業開始[6]。
- 2001年（平成13年）4月1日：武豊線への列車集中制御装置 (CTC) 導入に伴い、駅長の配置が無くなる[7]。
- 2006年（平成18年）11月25日：ICカード「TOICA」の利用が可能となる。
- 2013年（平成25年）
  - 9月30日：JR全線きっぷうりばの営業を終了[1][2]。
  - 10月1日：集中旅客サービスシステム（現・お客様サポートサービス）導入に伴い、終日無人化[1][2]。
- 2015年（平成27年）3月1日：武豊線の電化営業開始。

### 貨物営業
武豊駅では1886年（明治19年）の開業時から貨物の取り扱いが行われていたが、国鉄時代の1984年（昭和59年）1月10日に廃止された。1974年（昭和49年）の制度改正以降ここでは車扱貨物のみを取り扱っていたが、1975年（昭和50年）11月15日に専用線発着のみを取り扱うように縮小されていた。なお、武豊線の他の駅では同日付で貨物営業を廃止しているので、武豊駅は武豊線内で最後まで貨物を取り扱う駅となっていた。
武豊駅に接続する専用線は、1970年（昭和45年）の専用線一覧表によれば、駅の南方に工場を置く豊醤油（現在のユタカフーズ）専用線、町内に工場を持つ日本油脂（元・帝国火薬工業、現在の日油）専用鉄道、同じく町内に工場を持つ中山製鋼所専用鉄道および専用線（ただし使用休止中）があった。

#### 日本油脂専用鉄道
上記のうち日本油脂専用鉄道は、駅から駅付近にある同社第一工場（現在の衣浦工場）を経て駅から2 km以上離れた第三工場（現在の武豊工場）までを結んでいた。途中には、名鉄河和線や南知多道路との立体交差（アンダーパス）もあった。1923年（大正12年）に運輸を開始し、1986年（昭和61年）3月に廃止された。
同線は直流550 Vで電化されており、貨物列車が電気機関車で牽引され、さらに従業員輸送用の電車も運行されていた。1979年（昭和54年）時点で、従業員輸送電車は朝夕に2往復、貨物列車はその間に6往復運行されていた。
帝国火薬工業時代には専用鉄道を地方鉄道に転換し、さらに内海町まで延伸する計画もあった。三浦逸平を発起人総代とする武豊内海鉄道（旧・知多電気鉄道）が同区間の敷設免許を1927年（昭和2年）6月25日に取得し、1928年（昭和3年）7月9日には帝国火薬工業に免許を譲渡したが、計画は進展せず、1935年（昭和10年）6月28日の免許失効により幻となった。
1979年（昭和54年）時点で使用されていた車両は以下のとおり。
- 機関車（デキ1・デキ2） - 自重13トンの凸型電気機関車。デキ1は1940年（昭和15年）に日立製作所が製造、デキ2は1950年（昭和25年）に神鋼電機が製造した。
- 電車（モ101・ク102） - 1961年（昭和36年）8月に西武鉄道から購入した従業員輸送用電車。前者は電動車、後者は付随車である。どちらも元西武鉄道モハ101形。
- 貨車 - 専用鉄道内専用で社有のタンク車1両、無蓋車5両が所属。

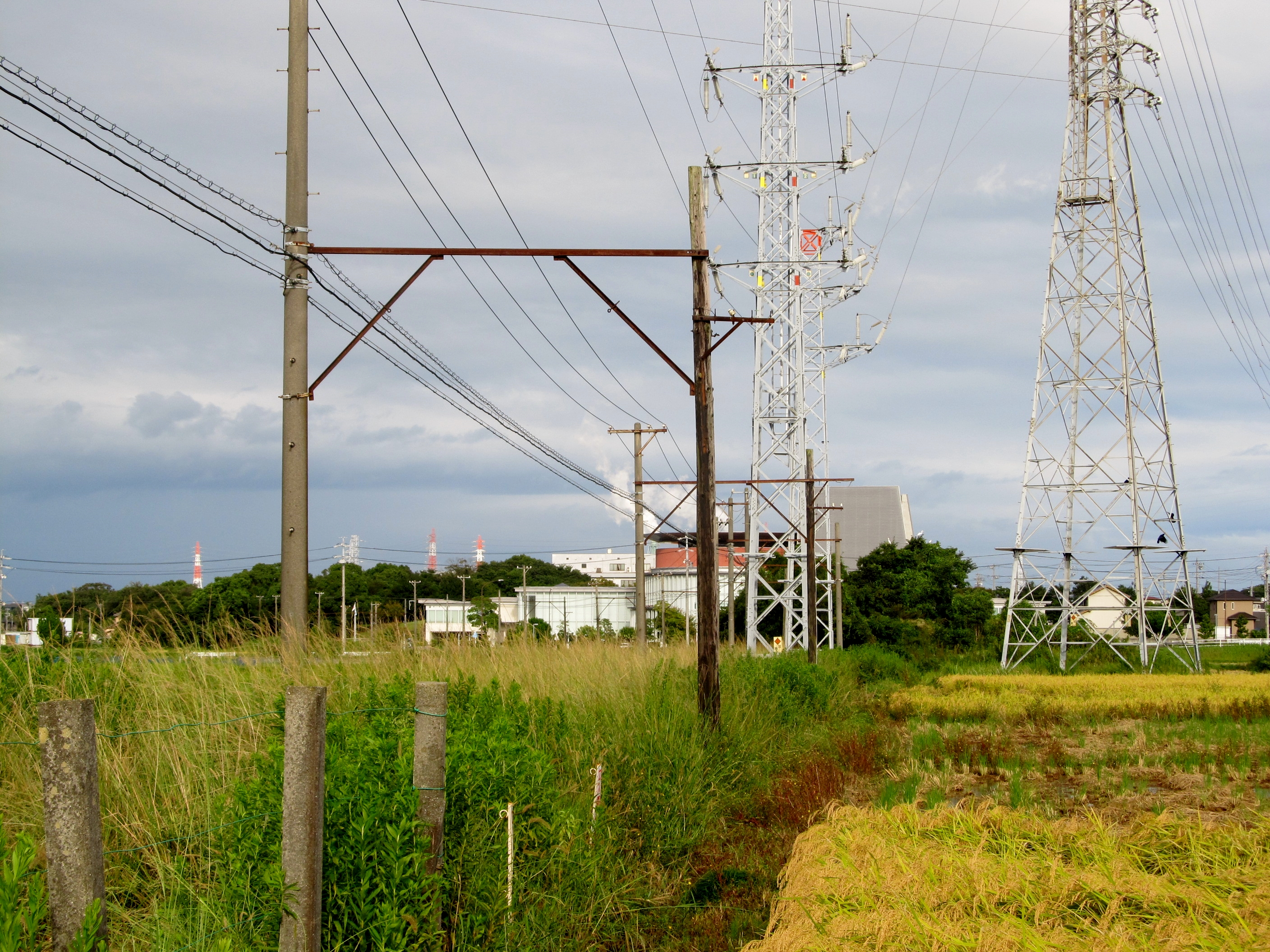
専用鉄道の架線柱。廃線後も電柱として使用されている（2021年9月）

## 駅構造
単式ホーム1面1線の地上駅。ホームに面する線路は1本しかないが、1番線の番号が振られている。
ホームに接さない留置線も2本あるが、架線は東側（駅舎寄り）の線路のみに張られている。現在は3本のいずれもが構内南方（南知多寄り）の車止めで行き止まりとなっているが、以前はすべての留置線が分岐器で1番線と繋がっており機回しが可能であった。この線路の短縮に伴い、駅南方にあった主要地方道武豊小鈴谷線との踏切も廃止されている。駅舎は構内東側、ホームに接して設置されている。電化に際して、駅舎と反対の構内西側に変電所が設置された。無人駅ではあるが、夜間滞泊が設定されている。
無人駅で、大府駅から遠隔管理されている。2013年までは業務委託駅で、JR全線きっぷうりばも設置されていたが、JR東海は2013年（平成25年）10月1日より当駅を含む6駅について「集中旅客サービスシステム（現・お客様サポートサービス）」を導入し、自動券売機・自動改札機を整備した上で遠隔案内によって一括的に管理されるようになり、無人化された。ただし主要駅でありながら指定席券売機は設置されていない。

### のりば
| 番線 | 路線      | 方向 | 行先     |
| ---- | --------- | ---- | -------- |
| 1    | CE 武豊線 | 上り | 大府方面 |

（出典：JR東海:駅構内図）

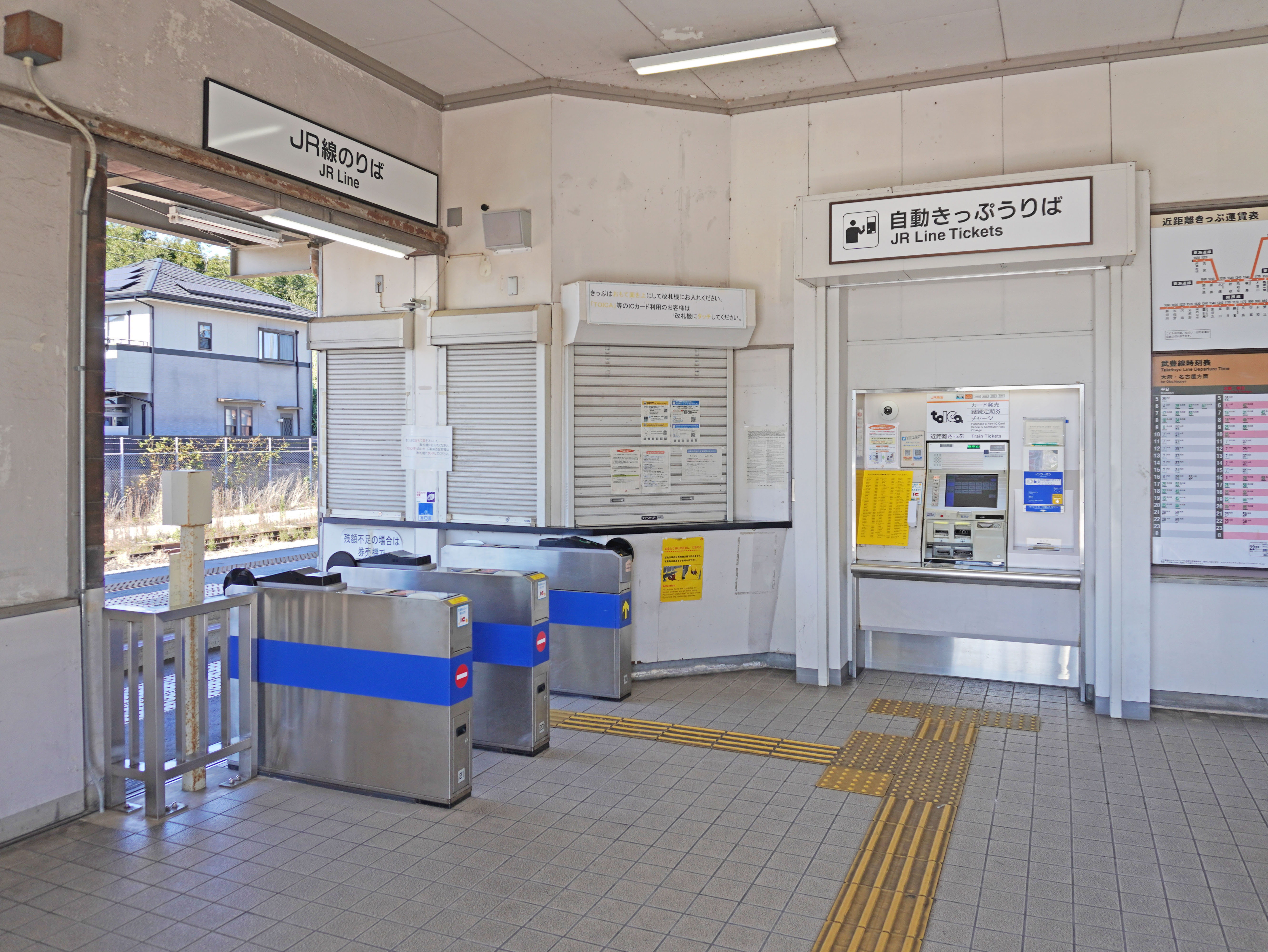
改札口（2022年11月）
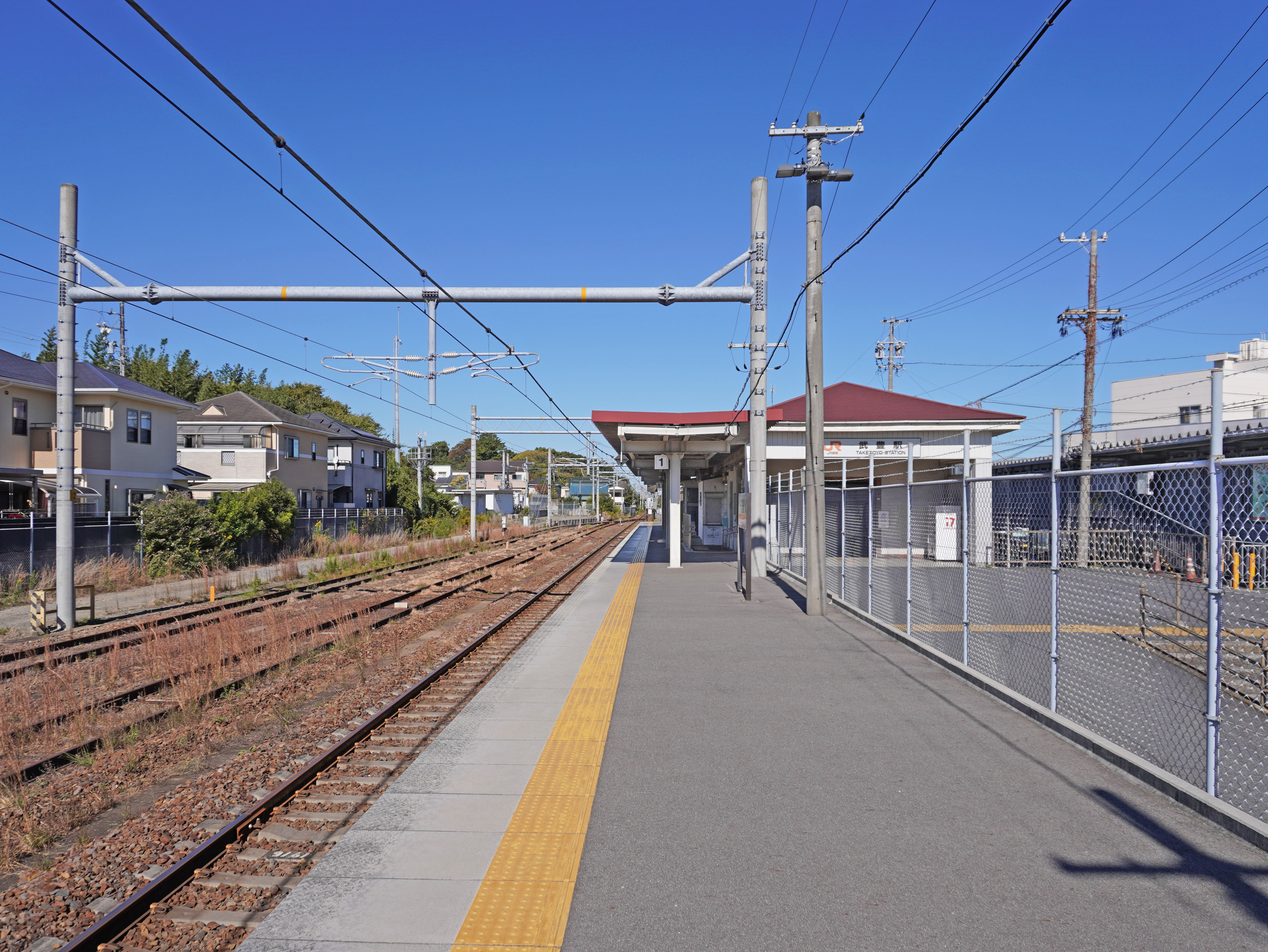
ホーム（2022年11月）
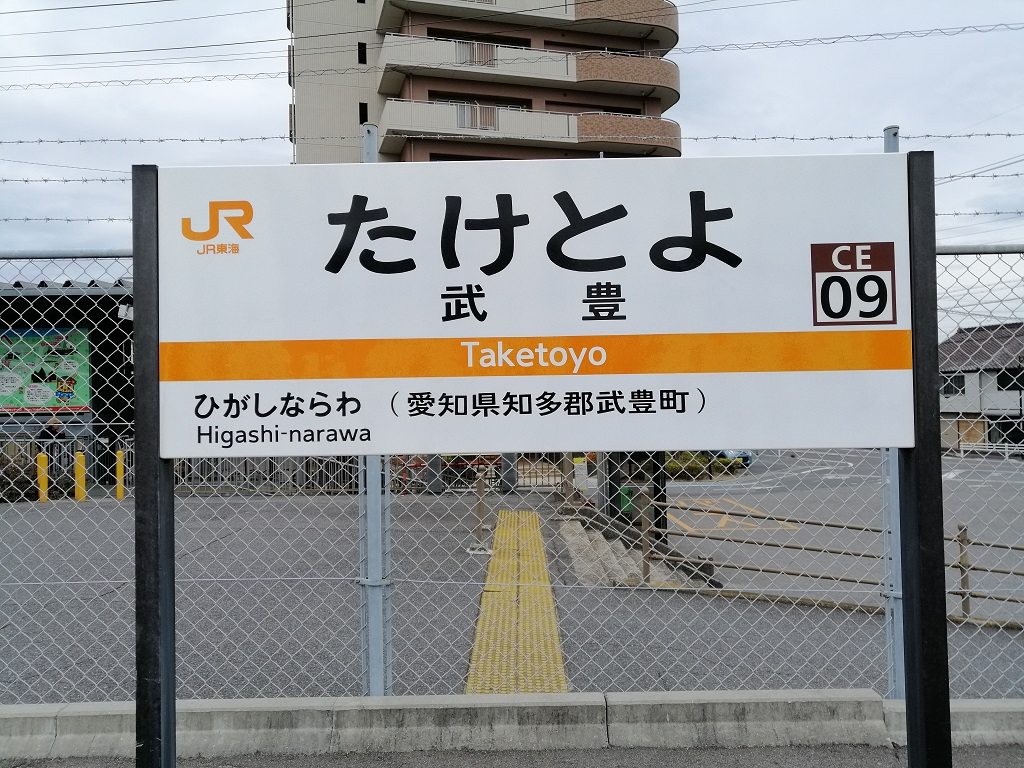
駅名標（2022年2月）

## 利用状況

### 旅客
「愛知県統計年鑑」および「知多半島の統計」によれば、1日平均の乗車人員は以下の通りであった。
| 1日平均の乗車人員の推移 | 1日平均の乗車人員の推移 | 1日平均の乗車人員の推移 |
| 年度                    | 乗車人員                | 出典                    |
| ----------------------- | ----------------------- | ----------------------- |
| 1950年                  | 881                     | [ 17 ]                  |
| 1951年                  | 1,055                   | [ 18 ]                  |
| 1952年                  | 1,112                   | [ 19 ]                  |
| 1953年                  | 1,090                   | [ 20 ]                  |
| 1954年                  | 1,156                   | [ 21 ]                  |
| 1955年                  | 1,091                   | [ 22 ]                  |
| 1956年                  | 1,186                   | [ 23 ]                  |
| 1957年                  | 1,127                   | [ 24 ]                  |
| 1958年                  | 1,148                   | [ 25 ]                  |
| 1959年                  | 1,262                   | [ 26 ]                  |
| 1960年                  | 1,354                   | [ 注釈 1 ] [ 27 ]       |
| 1961年                  | 1,160                   | [ 28 ]                  |
| 1962年                  | 1,049                   | [ 29 ]                  |
| 1963年                  | 1,009                   | [ 30 ]                  |
| 1964年                  | 996                     | [ 31 ]                  |
| 1965年                  | 1,047                   | [ 32 ]                  |
| 1966年                  | 986                     | [ 33 ]                  |
| 1967年                  | 957                     | [ 34 ]                  |
| 1968年                  | 926                     | [ 35 ]                  |
| 1969年                  | 848                     | [ 36 ]                  |
| 1970年                  | 811                     | [ 37 ]                  |
| 1971年                  | 740                     | [ 38 ]                  |
| 1972年                  | 683                     | [ 39 ]                  |
| 1973年                  | 686                     | [ 40 ]                  |
| 1974年                  | 760                     | [ 41 ]                  |
| 1975年                  | 765                     | [ 42 ]                  |
| 1976年                  | 689                     | [ 43 ]                  |
| 1977年                  | 582                     | [ 44 ]                  |
| 1978年                  | 501                     | [ 45 ]                  |
| 1979年                  | 513                     | [ 46 ]                  |
| 1980年                  | 501                     | [ 47 ]                  |
| 1981年                  | 452                     | [ 48 ]                  |
| 1982年                  | 438                     | [ 49 ]                  |
| 1983年                  | 442                     | [ 50 ]                  |
| 1984年                  | 411                     | [ 51 ]                  |
| 1985年                  | 434                     | [ 52 ]                  |
| 1986年                  | 433                     | [ 53 ]                  |
| 1987年                  | 390                     | [ 注釈 2 ] [ 54 ]       |
| 1988年                  | 404                     | [ 55 ]                  |
| 1989年                  | 420                     | [ 56 ]                  |
| 1990年                  | 466                     | [ 57 ]                  |
| 1991年                  | 486                     | [ 58 ]                  |
| 1992年                  | 526                     | [ 59 ]                  |
| 1993年                  | 556                     | [ 60 ] [ 61 ]           |
| 1994年                  | 525                     | [ 62 ] [ 61 ]           |
| 1995年                  | 534                     | [ 63 ] [ 61 ]           |
| 1996年                  | 543                     | [ 64 ] [ 65 ]           |
| 1997年                  | 537                     | [ 66 ] [ 65 ]           |
| 1998年                  | 550                     | [ 67 ] [ 68 ]           |
| 1999年                  | 553                     | [ 69 ] [ 70 ]           |
| 2000年                  | 637                     | [ 70 ]                  |
| 2001年                  | 684                     | [ 70 ]                  |
| 2002年                  | 718                     | [ 71 ]                  |
| 2003年                  | 709                     | [ 71 ]                  |
| 2004年                  | 734                     | [ 71 ]                  |
| 2005年                  | 765                     | [ 72 ]                  |
| 2006年                  | 775                     | [ 72 ]                  |
| 2007年                  | 768                     | [ 72 ]                  |
| 2008年                  | 759                     | [ 73 ]                  |
| 2009年                  | 742                     | [ 73 ]                  |
| 2010年                  | 727                     | [ 73 ]                  |
| 2011年                  | 710                     | [ 74 ]                  |
| 2012年                  | 698                     | [ 75 ]                  |
| 2013年                  | 707                     | [ 75 ]                  |
| 2014年                  | 693                     | [ 76 ]                  |
| 2015年                  | 698                     | [ 77 ]                  |
| 2016年                  | 676                     | [ 78 ]                  |
| 2017年                  | 666                     | [ 79 ]                  |
| 2018年                  | 677                     | [ 79 ]                  |
| 2019年                  | 697                     | [ 80 ]                  |
| 2020年                  | 573                     | [ 81 ]                  |
| 2021年                  | 563                     | [ 81 ]                  |
| 2022年                  | 575                     | [ 81 ]                  |

### 貨物・荷物
1950年（昭和25年）度から1983年（昭和58年）度（1984年（昭和59年）2月取扱廃止）までの貨物の取扱量（発送および到着トン数）と、1972年（昭和47年）度から1983年（昭和58年）度（1984年（昭和59年）2月取扱廃止）までの荷物の取扱量（発送および到着個数）は以下の表に示すとおりに推移していた。
| 貨物取扱量・荷物取扱量の推移  | 貨物取扱量・荷物取扱量の推移 | 貨物取扱量・荷物取扱量の推移 | 貨物取扱量・荷物取扱量の推移 | 貨物取扱量・荷物取扱量の推移 |
| 年度                          | 貨物                         | 貨物                         | 荷物                         | 荷物                         |
| 年度                          | 発送 (t)                     | 到着 (t)                     | 発送（個）                   | 到着（個）                   |
| ----------------------------- | ---------------------------- | ---------------------------- | ---------------------------- | ---------------------------- |
| 1950年度                      | 42,055                       | 43,986                       |                              |                              |
| 1951年度                      | 40,459                       | 44,869                       |                              |                              |
| 1952年度                      | 43,704                       | 52,106                       |                              |                              |
| 1953年度                      | 82,632                       | 55,817                       |                              |                              |
| 1954年度                      | 88,650                       | 75,386                       |                              |                              |
| 1955年度                      | 77,590                       | 32,411                       |                              |                              |
| 1956年度                      | 97,068                       | 35,474                       |                              |                              |
| 1957年度                      | 94,415                       | 36,081                       |                              |                              |
| 1958年度                      | 85,402                       | 32,297                       |                              |                              |
| 1959年度                      | 79,453                       | 38,279                       |                              |                              |
| 1960年度                      | 82,452                       | 40,123                       |                              |                              |
| 1961年度                      | 75,044                       | 43,176                       |                              |                              |
| 1962年度                      | 77,015                       | 38,209                       |                              |                              |
| 1963年度                      | 88,991                       | 38,779                       |                              |                              |
| 1964年度                      | 88,038                       | 43,602                       |                              |                              |
| 1965年度                      | 83,666                       | 45,452                       |                              |                              |
| 1966年度                      | 85,459                       | 37,336                       |                              |                              |
| 1967年度                      | 96,151                       | 38,659                       |                              |                              |
| 1968年度                      | 109,320                      | 43,004                       |                              |                              |
| 1969年度                      | 114,674                      | 45,298                       |                              |                              |
| 1970年度                      | 110,332                      | 61,793                       |                              |                              |
| 1971年度                      | 104,588                      | 77,855                       |                              |                              |
| 1972年度                      | 106,933                      | 77,688                       | 16,655                       | 8,342                        |
| 1973年度                      | 116,918                      | 70,274                       | 14,917                       | 7,957                        |
| 1974年度                      | 87,528                       | 54,287                       | 15,591                       | 8,354                        |
| 1975年度                      | 58,754                       | 34,878                       | 14,623                       | 8,728                        |
| 1976年度                      | 10,184                       | 12,462                       | 12,873                       | 11,931                       |
| 1977年度                      | 10,109                       | 10,813                       | 11,762                       | 9,780                        |
| 1978年度                      | 8,637                        | 9,749                        | 11,197                       | 10,839                       |
| 1979年度                      | 8,441                        | 8,920                        | 1,110                        | 10,019                       |
| 1980年度                      | 7,666                        | 7,800                        | 9,713                        | 10,463                       |
| 1981年度                      | 5,489                        | 6,113                        | 7,666                        | 9,230                        |
| 1982年度                      | 4,334                        | 6,064                        | 4,691                        | 8,956                        |
| 1983年度                      | 2,565                        | 3,388                        | 1,866                        | 7,184                        |
| ※出典は乗車人員の推移に同じ。 |                              |                              |                              |                              |

## 停車列車
終着駅であるためかつて運行されていた快速も含め全列車が停車する。

## 駅周辺

### 周辺の施設
- 武豊郵便局
- 武豊町立武豊小学校
- 愛知県道72号武豊小鈴谷線
- 名鉄河和線 知多武豊駅 - 徒歩で約15分。ただし、正式な乗換駅としては案内されていない。
- ファイザー名古屋工場

### バス路線
駅前に「JR武豊駅」バス停留所（バス停）があり、武豊町が2010年（平成22年）7月から運営する「武豊町コミュニティバス」が発着する。

### 高橋煕君之像

武豊駅頭に立つ高橋煕の胸像

1953年（昭和28年）9月25日に襲来した台風13号の影響で、当駅と東成岩の間で防波堤が決壊して高潮が発生、線路が流失した。この異変を、進行中の当駅行き上り列車に知らせるべく、武豊駅駅手の高橋煕（ひろし）が発炎筒を手に東成岩駅方面へ走り出した。上り列車の機関士は前方に振られる発炎筒に気付き、水際まで約400メートル程度のところで非常停止した後、東成岩駅まで後退したため、列車の乗客約30名および乗務員は難を逃れた。しかしながら高橋は武豊駅に戻ることはできず、翌日午後に遺体で発見されたが、その際にも両手で信号灯の容器をしっかり抱いた状態であった。
この一件は全国に報道され、殉職した高橋の行動は「国鉄職員の鑑」として称賛された。その功を記念し将来に残すため、日本全国の国鉄職員と小中学生からの募金などにより胸像が建立された。

## 隣の駅
東海旅客鉄道（JR東海）
CE 武豊線
■区間快速・■普通
東成岩駅 (CE08) - 武豊駅 (CE09)

### かつて存在した路線
日本国有鉄道
武豊線貨物支線
武豊駅 - 武豊港駅